# Burg Rodenberg
Die Burg Rodenberg oder auch Rodenburg steht am Hünenköpfchen in dem Gebiet der heutigen Stadt Menden im Sauerland in Nordrhein-Westfalen. Sie war als Spornburg Stammsitz der Herren von Rodenberg. Später ging sie in den Besitz der Erzbischöfe von Köln über. Nach der Zerstörung 1301 wurde sie nicht wieder aufgebaut. Heute ist sie Ruine.

## Geschichte
Erbaut wurde sie vor 1249. Sie steht auf einem nach Norden, Süden und Westen abfallenden Bergsporn oberhalb des Flusses Hönne. Sie war Stammsitz des Ministerialengeschlechts der Herren von Rodenberg (später als von Romberg bekannt). Diese verfügten über einen beträchtlichen Lehen- und Eigenbesitz in der Gegend der heutigen Stadt Menden. Das Geschlecht der Rodenberger erwarb 1272 von den Grafen von Arnsberg die Freigrafschaft Menden. Weil sie ihre Rechte missbrauchten, nutzte der Kölner Erzbischof Siegfried von Westerburg die Gelegenheit, die Burg an sich zu ziehen und mit eigenen Burgmannen zu versehen. Bereits 1262 erhob er Menden zur Stadt, die allerdings nach der Schlacht von Worringen 1288 vorübergehend wieder zerstört wurde. Aus Geldmangel wurde die Burg an den Grafen von Berg verpfändet. Dieser gab sie an die Grafen von der Mark weiter. Erst Erzbischof Wigbold von Holte gelang es, die Burg wieder unter erzbischöfliche Kontrolle zu bringen. Nur kurze Zeit später wurde die Burg 1301 von Graf Eberhard II. von der Mark erfolgreich belagert und zerstört. Zwar erteilte König Albrecht 1306 die Genehmigung zum Wiederaufbau, dieser blieb allerdings aus. Die Festungsfunktion übernahm die ummauerte und mit einer Stadtburg versehene Stadt Menden.

## Anlage
Die Burg wurde in den 1950er Jahren untersucht. Dabei wurde eine zweiteilige durch ein Wall- und Grabensystem geschützte Anlage teilweise freigelegt. Im Westen des Bergsporns wurde ein Gebäude mit den Ausmaßen von 18 × 10 Meter entdeckt und gesichert. Es wird vermutet, dass es sich dabei um den Palas der Anlage handelt. Die Ruine ist frei zugänglich.

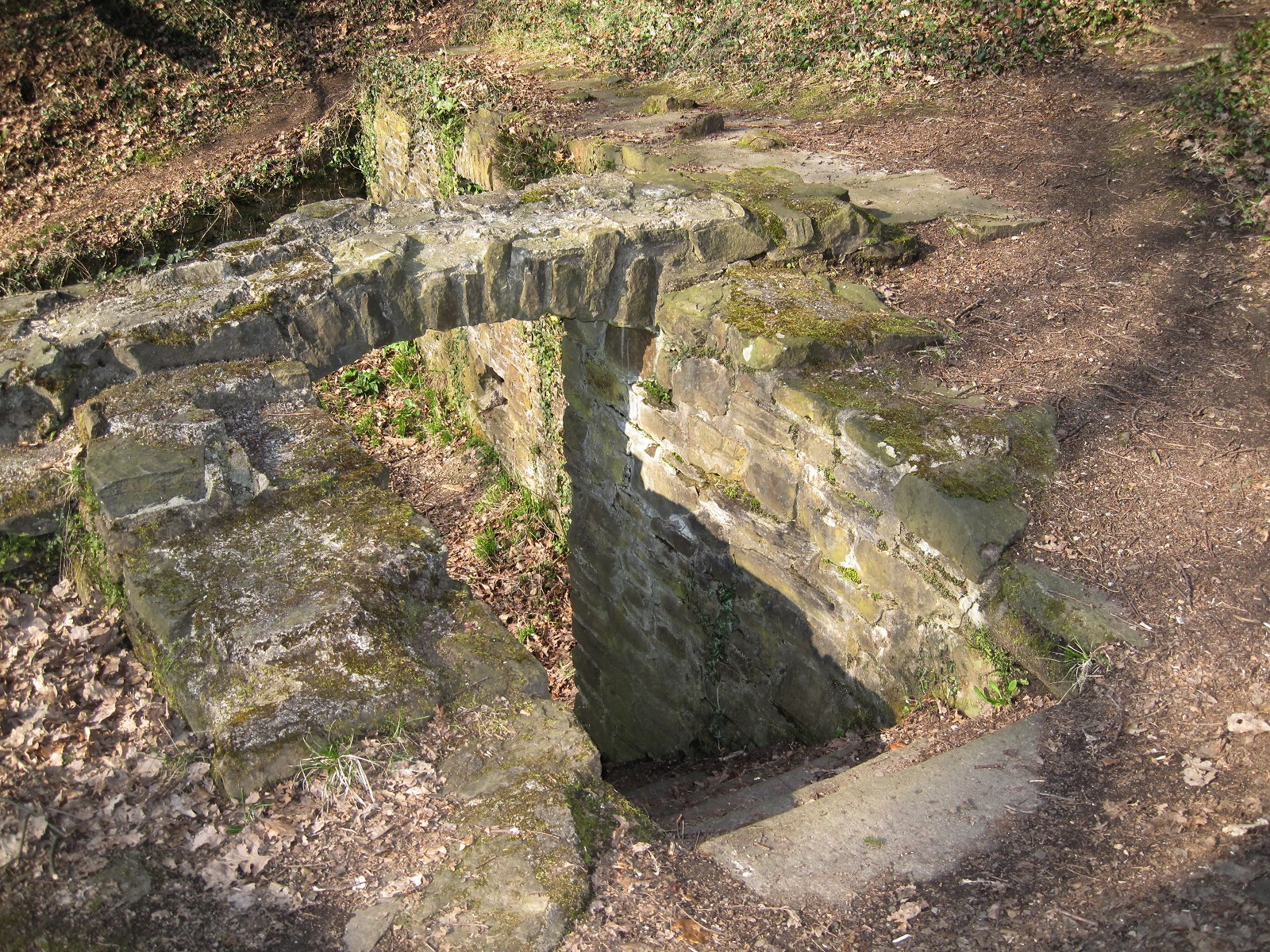
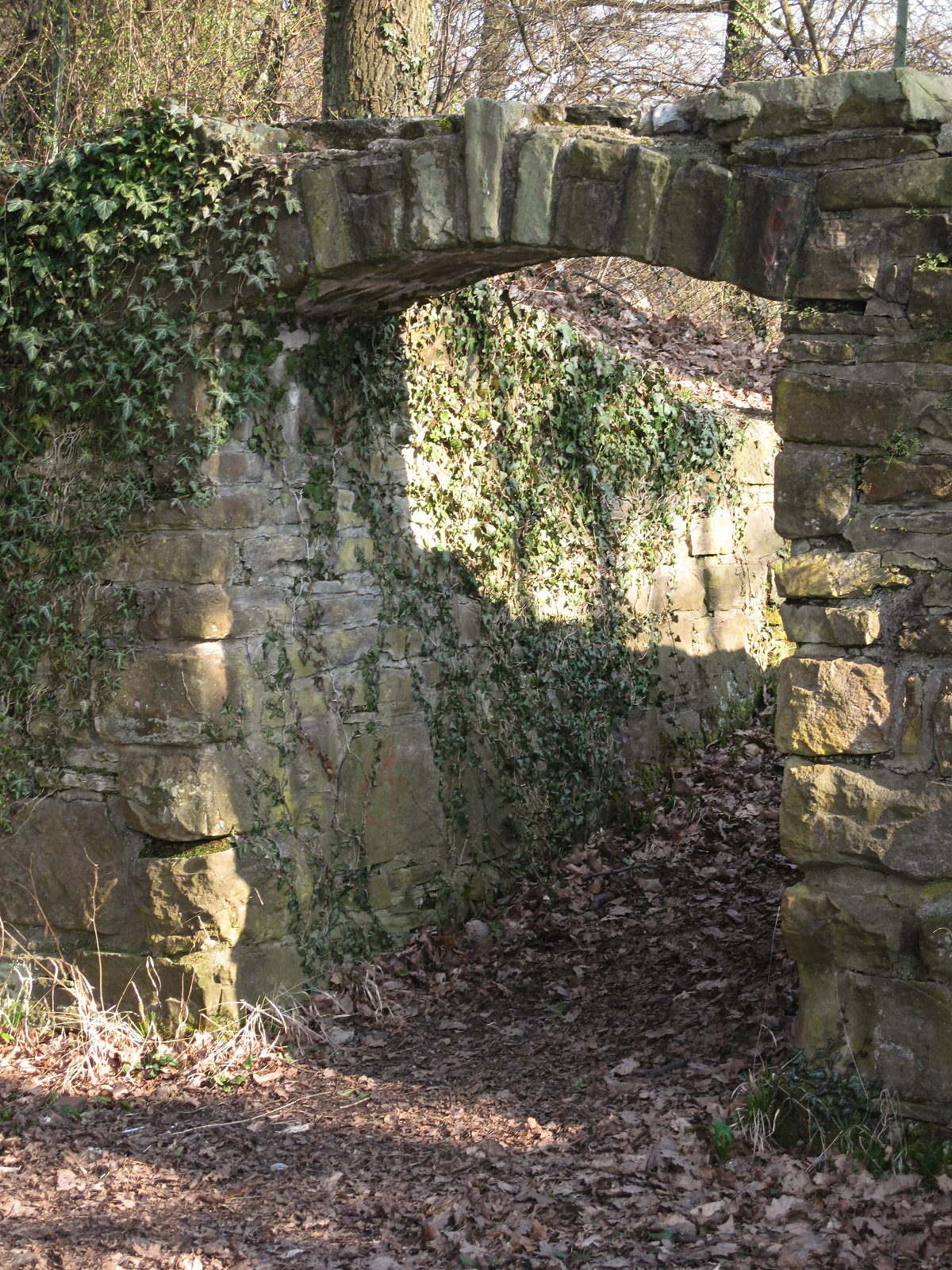
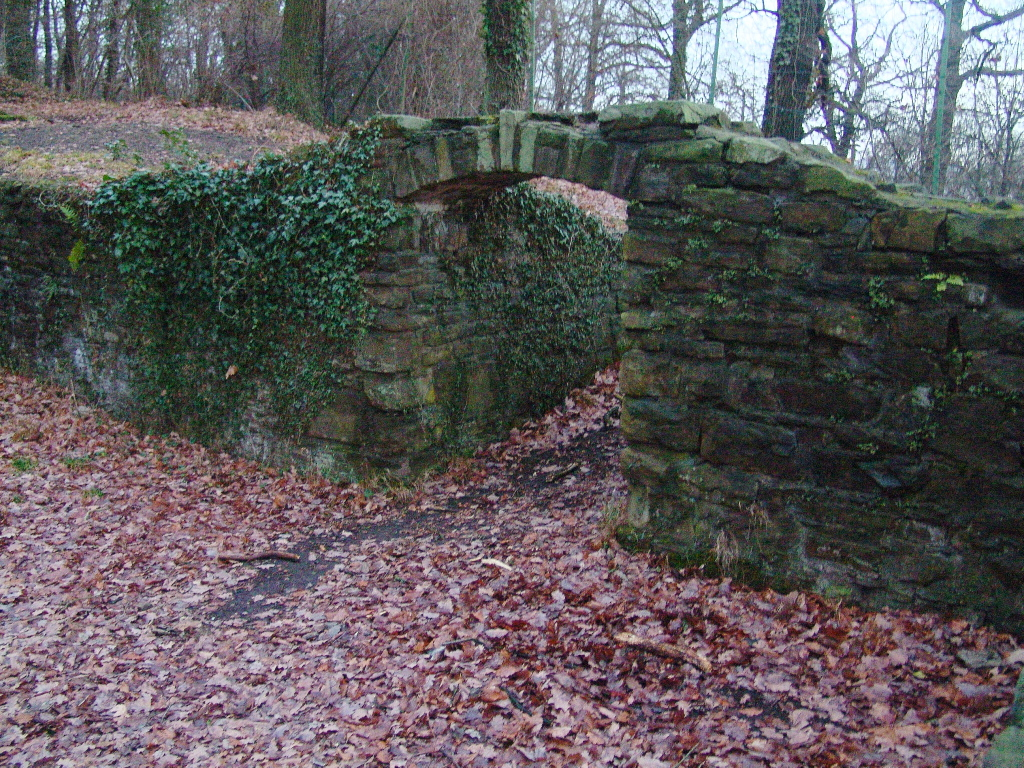
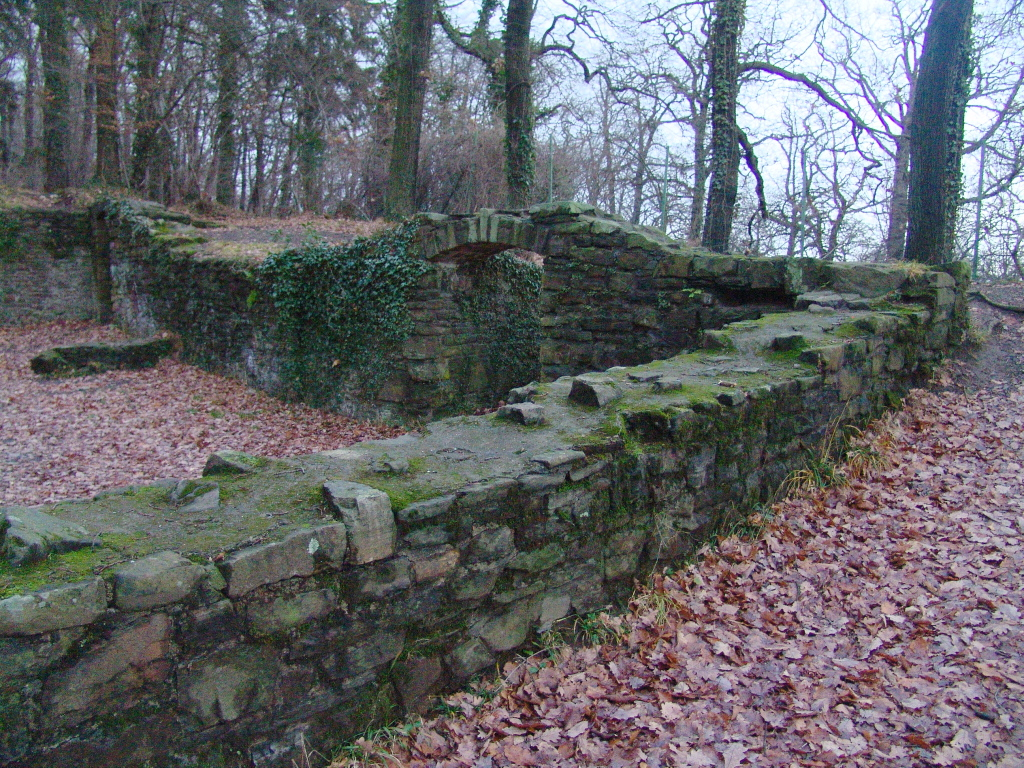
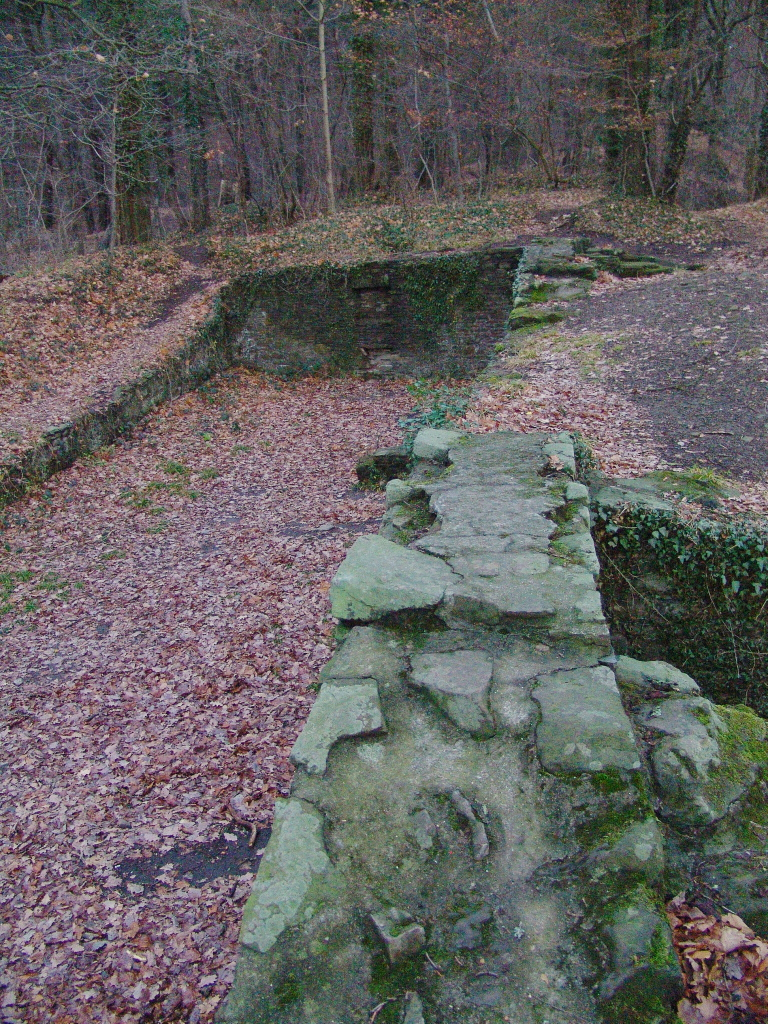
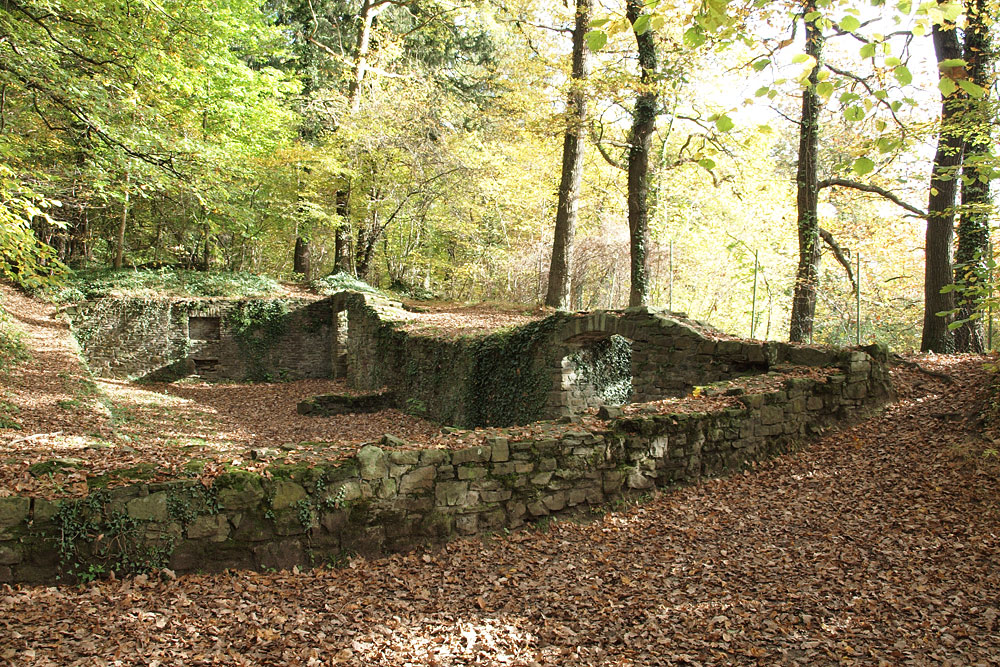